# كنغك
كنغك (بالفارسية: کنگک) هي قرية تقع في قسم بالابند الريفي في إيران. يقدر عدد سكانها بـ 69 نسمة بحسب إحصاء 2016.